# 沃巴什联盟

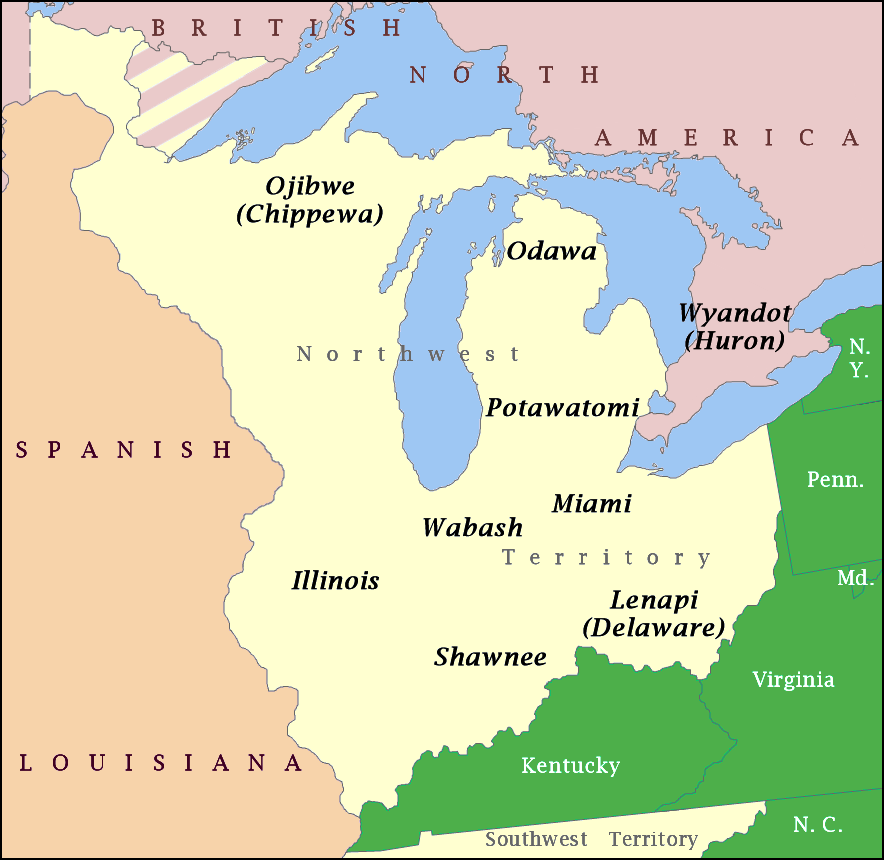
西北联盟控制区域图（1792年）

沃巴什联盟（英語：Wabash Confederacy），又称沃巴什印第安人、沃巴什诸部落，是18世纪一些位于沃巴什河流域的美洲原住民村落的联盟，这一区域现今属于美国的伊利诺伊州、印第安纳州和俄亥俄州。沃巴什印第安人主要包括迈阿密人、韦阿人和皮安卡肖人，也包括基卡普人、马斯科腾人及其他部族。在当时，当地的原住民部族大多是较小的政治实体，沃巴什河沿岸的村落往往是多部族共居的定居点，没有统一的中央政府。因此，这一“联盟”实际上是一个由有影响力的村落领袖（有时称为首领或酋长）组成的松散联合体。
18世纪80年代，沃巴什联盟的首领们与俄亥俄地区和伊利诺伊地区原住民领袖所组成的更大范围、同样松散的联盟——西北联盟——结成同盟，意图在美国独立战争之后集体抵抗美国的西进扩张。1786年，一名怀安多特人信使斯科托什向美国国会发出警告称，沃巴什、特怀特维和迈阿密诸部将阻扰美国测量员的活动，国会则回应称若发生阻挠将采取报复行动。这场抵抗最终演变为“西北印第安战争”。1792年，沃巴什联盟与美国签署条约，结束了与西北联盟的同盟关系。